# George Condo
George Condo ( Concord, Nuevo Hampshire, 1957) es un artista estadounidense contemporáneo. Trabaja en diferentes disciplinas como pintura, dibujo, escultura y grabado. Vive en Nueva York. Tiene dos hijas, Eleonore Condo, una actriz graduada en el Muhlenberg College y Raphaelle Condo, actualmente estudiando música en el Bard College. 

## Primeros años
Estudió Historia del Arte en la Universidad de Massachusetts, en Lowell. Durante algún tiempo practicó guitarra y composición musical mientras crecía su interés hacia el dibujo y la pintura. Formó un grupo de proto-synth/punk llamado "The Girls" junto al pintor abstracto Mark Dagley, el músico de vanguardia Daved Hild y Robin Amos, fundador de Cul de Sac. En 1979 conoció a Jean Michel Basquiat cuando su grupo hizo de telonero para su banda "Gray" en el local Tier 3. Después de este encuentro, Condo se mudó a Ludlow street en Nueva York para continuar su carrera como artista.

## Obra
A principio de los años 80 emergió en la escena del arte en East Village, Manhattan. Condo acuñó el término Realismo Artificial para definir su estilo, la representación realista de lo que es artificial, un híbrido entre la obra tradicional de los maestros europeos y la sensibilidad del Pop Art estadounidense.
Condo, junto a Jean Michel Basquiat y Keith Haring, fue uno de los pioneros en el revival internacional de la pintura desde el año 1980. Condo influyó a muchos artista de su generación y la que le siguió, incluyendo a Nigel Cooke, Sean Landers, John Currin, Lisa Yuskavage y Glenn Brown.
La primera exposición de su oba fue en Nueva York, en diversas galerías de East Village desde el año 1981 al 1983. Durante este período de tiempo trabajó en la Factory de Andy Warhol, principalmente en el estudio de producción de serigrafía, aplicando polvo de diamante a la serie Myth's de Warhol. Condo se mudó por poco tiempo a Los Ángeles y tuvo su primera exposición en 1983 en la galería Ulrike Kantor. Después, volvió a Nueva York y a continuación hizo su primer viaje a Europa. Condo viajó a Cologne, Alemania, donde conoció y trabajó junto a varios artistas del grupo Malheimer Freiheit, incluyendo a Walter Dahn y Jiri Georg Dokoupil. Su primera exposición en solitario fue en el año 1984 en la galería Monika Spruth.
En su estancia en Europa trabajó con la vendedora de arte estadounidense Barbara Gladstone y en 1984 tuvo simultáneamente dos exposiciones en Nueva York, en las galerías Pat Heam y Barbara Gladstone. Siendo amigo íntimo de Jean Michel Basquiat, Condo conoció a Keith Haring en Nueva York y los dos fueron amigos de por vida hasta la muerte de Haring en 1990 a causa del VIH. Muchas de las obras más significativas de este periodo como Dancing the Miles (1985) que fue incluida en 1987 en la bienal del Museo Whitney, fueron pintadas en el estudio de Haring en East Village. 
Entre 1985 y 1995 Condo vivió y trabajó en hoteles y estudios alquilados entre París y Nueva York, mientras continuaba exponiendo intensamente entre Estados Unidos y Europa. En París, Haring le presentó a Condo al escritor estadounidense y artista Brion Gysin, que después le presentó a William S. Burroughs. Condo y Burroughs colaboraron en numerosas pinturas y esculturas entre 1988 y 1996. Se seleccionaron varios de sus trabajos para exponerlos en 1997 en la galería Pat Heam, en Nueva York. También trabajaron juntos en una colección de escritos y grabados llamados "Ghost of Chance", que fueron publicados por el museo Whitney en 1991. 

Durante su estancia en París, Condo conoció y entabló amistad con el filósofo y semiótico Félix Guattari (más conocido por sus colaboraciones con Gilles Deleuze), cuando Condo estuvo trabajando en un estudio en el apartamento donde este residía. Guattari escribió extensamente sobre el trabajo de Condo, incluyendo un texto introductorio y una entrevista en el catálogo de la exposición en solitario de Condo en el año 1990, en la galería Daniel Templon. Guattari escribió esto sobre la obra de Condo:
Hay un efecto Condo muy especificado que te separa de todos los artistas que parece reinterpretar. Sacrifica todo para lograr este efecto, particularmente la estructura pictórica, la cual destruye sistemáticamente, de éste modo quita una barrera, un marco de referencia el cual podía calmar al espectador, que tiene denegado el acceso a un conjunto de significados invariables.[cita requerida]
A lo largo de su carrera como artista, Condo ha sido una figura influyente y de inspiración para escritores contemporáneos incluyendo a Burroughs, Guattari, Demosthenes Davvetas, Donald Kuspit, Wilfried Dickhoff y Salman Rushdie, cuya novela Fury incluye un capítulo inspirado por el cuadro al óleo de Condo del año 1994, "The psychoaalitic puppeteer losing his mind". El escritor de ficción estadounidense David Meang también usó una obra de Condo, "The fallen butter" (2010) como inspiración para su historia "The butter's lament", la cual aparece en el catálogo para la exposición de Condo "Mental States", una evaluación a media carrera del artista de sus cuadros y esculturas organizada por la galería Hayword, en Londres y el New Museum, en Nueva York en el año 2011.
Allen Ginsberg, amigo íntimo y visitante frecuente del estudio de Condo en París, en el cual fotografió al artista en numerosas ocasiones, pidió a Condo que le retratase para la portada de su libro "Selected Poems: 1947-1995", publicado en 1996 por Harper Collins.

## Encargos
En adición a los encargos para portadas de libros como el Book of Sketches (Penguin Poets, 2006) de Jack Kerouak, para el cual también escribió la introducción, Condo también ha creado o diseñado portadas de disco para numerosos músicos. Una de las más conocidas, en 2010 Condo colaboró con el rapero Kanye West y creó una serie de pinturas para su álbum My Beautiful Dark Twisted Fantasy y para varios de sus singles. Condo también produjo cuatro copias alternativas de la portada del álbum que aunque no fueron elegidas como portada oficial, se usaron para la producción en vinilo del disco y para una serie de pósteres. El diseño final, en el cual aparece un demonio que representa a Kanye West con una fémina encima de él y una botella en la mano, fue censurado por Itunes, y la portada actual es una versión difuminada de la pintura de Condo.
Condo también ha sido representado en las portadas de Phish, Story of the Ghost; Danny Elfman, Serenada Schizophrana y Frank Debussy Schumann por Dora Schwarzberg y Marta Argerich, entre otros.

## Exposiciones

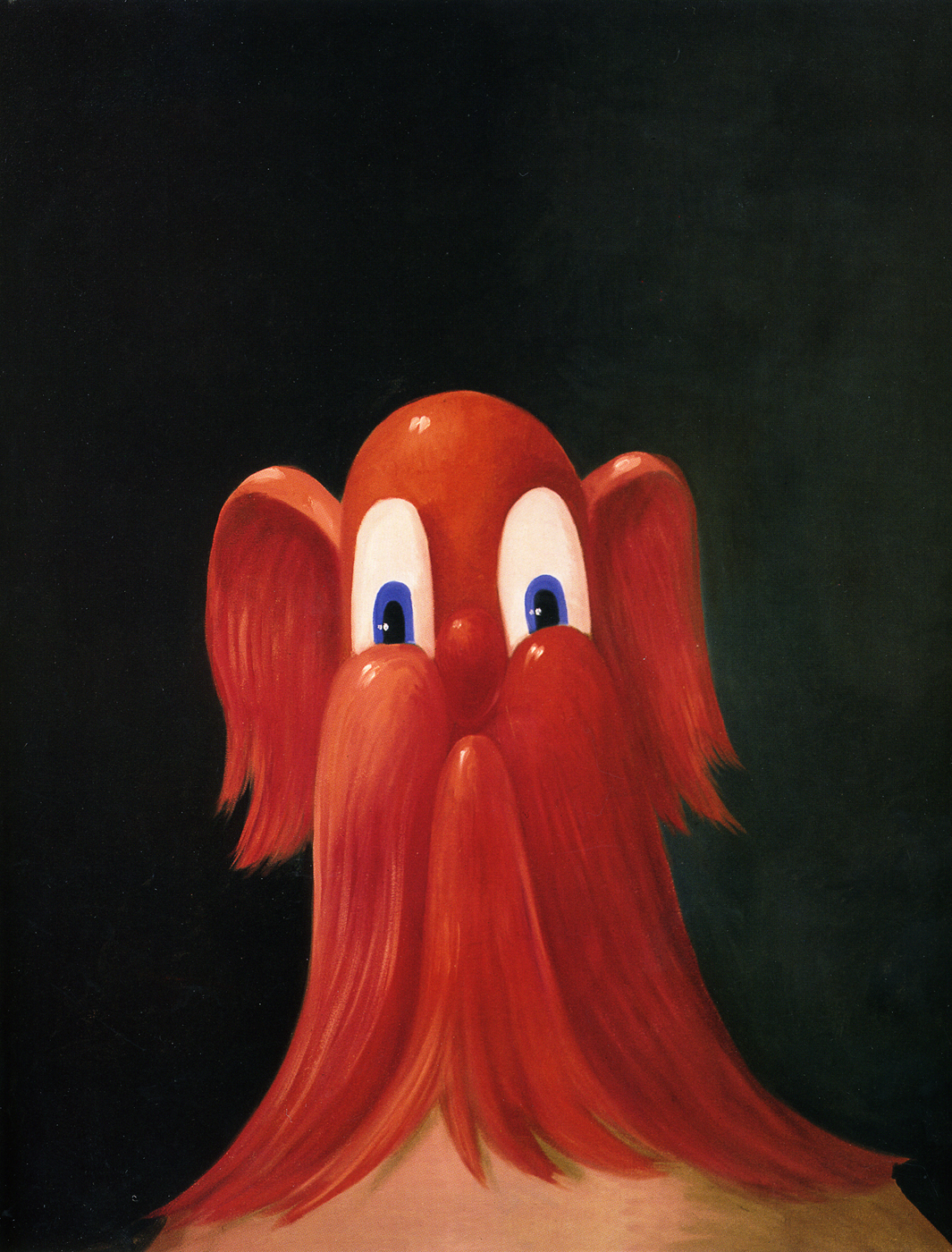
Red Antipodular Portrait, óleo, 1996

Condo ha expuesto su obra intensamente en los Estados Unidos, Europa y Asia. Sus trabajos han sido incluidos en muchos museos de prestigio incluyendo el museo Whitney de arte norteamericano, en Nueva York, el MoMA en Nueva York, El Museo de Arte Contemporáneo de Houston, el Museo Solomon R. Guggenheim, en Nueva York, la galería de arte Albright-Knox, en Buffalo, el Fonds National d'Art Contemporain, Ministerio de la cultura, en París, en el MACBA de Barcelona, en the Kunstalle Bielefeld en Alemania, el museo Maillol, en París, el Museo de Arte Contemporáneo de Monterrey, en México, Moderne et d'Art Contemporain, en Niza, Francia; Staatliche Kunsthalle Baden-Baden, en Alemania, Bonnefantenmuseum, en Maastricht y en el Irish Museum of Modern Art, en Dublin.
En 2005, el Museum der Moderne Salzbarg and Kunsthalle Bielefeld coorganizó la exposición de George Condo: One Hundred Women, comisariada por el Dr. Thomas Kellein. La exposición fue acompañada por una monografía que recopilaba ensayos de Margrit Brehm, Stacey Schmidt y Kellein. En 2009, el Museo Maillol de París, organizó la exposición George Condo: The lost civilization, que incluía pinturas, dibujos y esculturas creadas entre el año 2003 y el 2008. La monografía publicada por Gallimard en conjunción con la exposición recopilaba nuevos escritos de la obra del artista por Didier Ottinger, Bertrand Lorquin y Massimiliano Gioni, como también una reedición de un texto original del año 1990 de Félix Guattari.
En 2011, The New Museum en Nueva York abrió una retrospectiva a media carrera del trabajo de Condo llamado "Mental States". Esta exposición hecha en el momento clave fue aclamada por la crítica; Holland Cotter del New York Times la definió como "sensacional". El show viajó al Museum Boijmans Van Beuningen en Róterdam, la galería Hayward y a Schim Kunsthalle en Frankfurt.
En 2013, se instaló en la fachada de la Metropolitan Opera House una pancarta en blanco y negro en la cual se representaba a un bufón de la corte obra de Condo, anunciando la nueva producción del Rigolleto de Verdi. El trabajo de Condo está actualmente expuesto en las colecciones permanentes del MoMa, en Nueva York y en The Metropolitan Museum of Art, en Nueva York.
Condo es representado por la Skarstedt Gallery, en Nueva York, en la Simon Lee Gallery, en Londres y la Sprüth Magers Berlín/London.

## Colecciones
El trabajo de Condo está en las colecciones permanentes del MoMA, Nueva York, el Museo Whitney, Nueva York, The Metropolitan Museum of Art, Nueva York, el museo Albright-Knox en Buffalo, Nueva York, la galería de arte Corcoran, Washington D. C, y la Broad Foundation, Los Ángeles, y en otros museos norteamericanos y europeos junto a diferentes colecciones públicas.

## Reconocimiento
En 2000, Condo fue el protagonista del documental "Condo Painting". El film, que recorre el progreso de un óleo de grandes dimensiones del artista durante el transcurso de un año, cuenta con la aparición de Allen Ginsberg, como también material de Condo colaborando con William S. Burroughs en dos pinturas hechas por los dos artistas en la casa de Burroughs en Kansas, a mediados de los 90. Ha habido una extensa crítica escrita hacia el trabajo de Condo. Varias monografías han sido publicadas, incluyendo "The Imaginary Portraits of George Condo" (powerhouse); George Condo: Sculpture por Thomas Kellein (Hatje Kanz); George Condo: One Hundred Woman (Hatje Kanz) y en conjunción con una exposición homónima, George Condo: Mental States (Hayward Publishing). 
En 1999, Condo recibió un galardón académico de la Academia Estadounidense de las Artes y las Letras , y en 2005 recibió el galardón Francis J. Greenburger. Fue invitado a dar conferencias en varias prestigiosas instituciones incluyendo la Columbia University, Yale University, Pasadena Art Center (San Francisco), el MoMA y el museo Solomon R. Guggenheim, en Nueva York. En 2004, ejerció un curso de seis meses en la Universidad de Harvard titulado "Painting Memory".